# Haus Ruhr (Hengsen)
Das Haus Ruhr ist ein untergegangener Adelssitz im Holzwickeder Ortsteil Hengsen. Im Mittelalter war die auch als Burg Rura oder später auch Lappenhausen bekannte Anlage eine der bedeutendsten und größten Burgen an der Ruhr. Heute existieren von der Anlage nur noch Reste der Gräften und ein Stück Mauer (Eulenmauer) im Wald. Sie lag im Süden von Hengsen, knapp oberhalb der Ruhr. Heute liegt die Stelle südlich der Bahnstrecke Schwerte-Fröndenberg und östlich des Hengsener Stausees.

## Geschichte
Die erste urkundliche Erwähnung datiert aus dem Jahr 1174 in der Gründungsurkunde des Klosters Oelinghausen. Der dort genannte Henricus van ther Rura war zeitgleich auch Herr des benachbarten Hauses Opherdicke. 1399 ist erstmals ein Mitglied der Familie Lappe auf der Burg nachzuweisen. Bis zum Tode von Anna Margarethe Lappe († 27. Juli 1671) war Haus Ruhr über 270 Jahre im Besitz der Familie geblieben. Während dieser Zeit hatte Bernd I. von Lappe zusammen mit seinem Sohn Caspar Lappe (* 1522: † nach 1592) wesentlichen Einfluss auf die Einführung der Reformation im Kirchspiel Opherdicke. Von ihrer Familie stammt auch der Name Lappenhausen, der heute noch als Straßenname in Hengsen erhalten ist.
Durch die Heirat der Ursula von Lappe mit dem Johann von Romberg zu Brünninghausen ging das Haus Ruhr in den Besitz der Familie von Romberg. Der Enkel Johann Diederich von Romberg (1687–1747) erbte das Haus. Dieser war Obrist unter dem französischen Parteigänger Kleinholz und mit einer adeligen Witwe aus Worms verheiratet. Als er 1747 kinderlos starb, ging der Besitz an seine Schwester Christine Wilhelmine Philippine von Romberg (1685–1757), welche 1708 in Iserlohn den Gerhard Basse (1665–1731) geheiratet hatte, und so ging das Erbe in den Besitz der Familie Basse über.
Im 18. Jahrhundert verfiel das Gut zunehmend und wurde noch vor 1777 abgebrochen. 1777 wurde auf der Topographischen Charte der Grafschaft Marck nur noch der Name Lapenhaus erwähnt, aber kein „adelich Gut“ gezeichnet. Auf dem Burggelände wurde anschließend ein Wirtschaftshof errichtet, der 1973 von den Dortmunder Stadtwerken eingeebnet wurde.
Heute (Stand 2015) existiert oberirdisch nur noch ein als „Eulenmauer“ bekanntes Mauerstück im Wald. Das gesamte Areal inkl. dem Mauerrest steht seit dem 14. August 1989 unter Denkmalschutz und ist unter der Nummer 29 auf der Liste der Baudenkmäler in Holzwickede zu finden.

## Beschreibung
Durch die Kombination einer Karte von 1664 mit Karten des 19./20. Jahrhunderts lässt sich das Aussehen der Burg folgendermaßen rekonstruieren: Die Hauptburg liegt nördlich der Vorburg. Ihre ungefähr rechteckige Insel ist von einer Ringmauer mit einem Wehrturm an der Nordwestecke umgeben. An diesen schließt ein rechtwinkliges Gebäude an, an dessen Südseite mit abweichender Flucht ein weiterer Trakt den Baukomplex zu einer Dreiflügelanlage ergänzt. Ein großes rechteckiges Gebäude mit diversen Anbauten erstreckt sich auf der Südseite der Insel. Es gibt weitere, kleinere Gebäude, u. a. ein Torhaus im Norden. Dies lässt sich so interpretieren, dass zwei Herrenhäuser auf der Insel standen, von denen das nördlich teilweise einer älteren Bauphase angehört. Auf der unregelmäßig geformten Vorburg stehen drei Wirtschaftsgebäude. Westlich befinden sich weitere Inseln, darunter eine kleine trapezförmige ohne bekannte Bebauung, die als einzige heute im Gelände noch klar zu erkennen ist. Auf der Vorburginsel steht noch ein als „Eulenmauer“ bekanntes Mauerstück, an dem mehrere Bauphasen erkennbar sind, von denen eine Schießscharten enthält. Zuletzt diente die Mauer als Westmauer einer Scheune, die zwischen 1643 und 1777 errichtet und nach 1973 abgebrochen wurde.